# Liste der Schutzgebiete in der Region Marken
Diese Aufstellung listet alle offiziell ausgewiesenen Schutzgebiete in Natur- und Landschaftsschutz (wie z. B. Naturschutzgebiete, Landschaftsschutzgebiete, Nationalparks etc.) in der italienischen Region Marken auf (Stand 11. November 2014). Die Aufstellung folgt der Common Database on Designated Areas der Europäischen Umweltagentur (EEA).
| EUAP- Nummer | Gebietstyp              | Gebietsname                                                   | CDDA- Sitecode | IUCN- Kategorie | Fläche in ha | Koordinate                   | Jahr der Ausweisung | Bild |
| ------------ | ----------------------- | ------------------------------------------------------------- | -------------- | --------------- | ------------ | ---------------------------- | ------------------- | ---- |
| EUAP0090     | Naturreservat           | Riserva naturale dell'Abbadia di Fiastra                      | 20707          | Ia              | 1853         | 43° 13′ 20″ N, 13° 24′ 15″ O | 1985                |      |
| EUAP0091     | Naturreservat           | Riserva naturale Montagna di Torricchio                       | 6066           | Ia              | 325          | 42° 57′ 44″ N, 13° 1′ 6″ O   | 1977                |      |
| EUAP1169     | Naturschutzgebiet       | Riserva naturale statale Gola del Furlo                       | 178822         | IV              | 3907         | 43° 38′ 40″ N, 12° 43′ 52″ O | 2001                |      |
| EUAP0969     | Landschaftsschutzgebiet | Parco naturale regionale del Sasso Simone e Simoncello        | 178966         | V               | 4991         | 43° 47′ 19″ N, 12° 18′ 51″ O | 1994                |      |
| EUAP0203     | Landschaftsschutzgebiet | Parco regionale del Conero                                    | 63618          | V               | 5995         | 43° 32′ 22″ N, 13° 34′ 53″ O | 1987                |      |
| EUAP0970     | Landschaftsschutzgebiet | Parco naturale regionale del Monte San Bartolo                | 178943         | V               | 1584         | 43° 56′ 26″ N, 12° 50′ 5″ O  | 1994                |      |
| EUAP1054     | Naturschutzgebiet       | Parco naturale regionale della Gola della Rossa e di Frasassi | 178994         | IV              | 10230        | 43° 25′ 9″ N, 12° 58′ 34″ O  | 1997                |      |
| EUAP0840     | Naturschutzgebiet       | Riserva naturale regionale orientata di Ripa Bianca           | 182727         | IV              | 319          | 43° 31′ 43″ N, 13° 17′ 26″ O | 2003                |      |
| EUAP0893     | Naturschutzgebiet       | Riserva naturale della Sentina                                | 390463         | IV              | 174          | 42° 54′ 4″ N, 13° 54′ 19″ O  | 2004                |      |